# 마크웨인 뮬린
마크웨인 멀린(Markwayne Mullin, 1977년 7월 26일 ~ )는 미국의 정치인이다.

## 학력
- 미주리 밸리 대학
- 오클라호마 스테이트 유니버시티 공과대학 전문학사

## 경력
- 2013.01 ~ 2023.01 제113·114·115·116·117대 미국 오클라호마 제2선거구 연방하원의원
- 2023.01 ~ 제118~대 오클라호마 연방상원의원

## 역대 선거 결과
| 선거명        | 직책명                          | 대수  | 정당   | 득표율 | 득표수    | 결과 | 당락                       |
| ------------- | ------------------------------- | ----- | ------ | ------ | --------- | ---- | -------------------------- |
| 2012년 선거   | 하원의원 (오클라호마 제2선거구) | 113대 | 공화당 | 57.34% | 143,701표 | 1위  | 오클라호마주 하원의원 당선 |
| 2014년 선거   | 하원의원 (오클라호마 제2선거구) | 114대 | 공화당 | 70.03% | 110,925표 | 1위  | 오클라호마주 하원의원 당선 |
| 2016년 선거   | 하원의원 (오클라호마 제2선거구) | 115대 | 공화당 | 70.61% | 189,839표 | 1위  | 오클라호마주 하원의원 당선 |
| 2018년 선거   | 하원의원 (오클라호마 제2선거구) | 116대 | 공화당 | 65.02% | 140,451표 | 1위  | 오클라호마주 하원의원 당선 |
| 2020년 선거   | 하원의원 (오클라호마 제2선거구) | 117대 | 공화당 | 75.04% | 216,511표 | 1위  | 오클라호마주 하원의원 당선 |
| 2022년 재선거 | 상원의원 (오클라호마 제2부)     | 118대 | 공화당 | 61.77% | 710,643표 | 1위  | 오클라호마주 상원의원 당선 |